# Abarth Punto Competizione
La Abarth Punto Competizione fue una categoría promocional de automovilismo de velocidad presentada por Fiat Auto Argentina en el año 2011, pero puesta recién en pista en el año 2012. Fue presentada como sucesora de la Fiat Linea Competizione, la cual había sido dada de baja en el año 2011, y fue ideada con el doble objetivo de presentar una categoría desarrollada a partir de un parque compuesto por unidades de alto rendimiento, a la vez de promocionar en la República Argentina al modelo Abarth Grande Punto, versión radicalizada del modelo de producción Fiat Grande Punto.
Esta categoría había sido anunciada inicialmente para el año 2012, pero su campeonato inaugural dio comienzo con las primitivas unidades de la extinta Fiat Linea Competizione, siendo presentados de forma efectiva los nuevos Abarth Punto a partir del 12 de agosto de 2012, durante el transcurso de la séptima fecha de la temporada 2012. En esa oportunidad, el primer piloto en obtener la victoria sería el porteño Pablo Melillo, mientras que el primer campeón de esta categoría, fue el exfutbolista Bruno Marioni.
Al igual que su antecesora, la Abarth Punto Competizione está destinada a pilotos amateur y aficionados del automovilismo que deseen debutar en la práctica profesional del automovilismo. El automóvil utilizado para desarrollar estas competencias, es la versión deportiva Abarth Punto EVO, fabricado por Fiat y desarrollado por Abarth en Italia, con implementos desarrollados para mejorar el rendimiento de las unidades. Su principal evolución radica en su impulsor, el cual está desarrollado por Abarth, siendo este un motor T-Jet sobrealimentado con un turbocompresor Garret GT1446 que lo lleva a entregar una potencia de 210 HP.
A lo largo de su historia, esta categoría desarrolló un total de 4 temporadas completas entre 2013 y 2016, mientras que en 2012 y 2017 desarrolló temporadas parciales. Sus actividades cesaron el 01 de octubre de 2017, cuando desde Fiat Argentina se tomó la decisión de reformularla cambiando su denominación a Fiat Competizione y reemplazando su parque automotor por uno que trajo como modelo representativo al nuevo Fiat Tipo II sedán, con el fin de promocionar el ingreso de este modelo al mercado automotor argentino a partir del año 2018.

## Historia

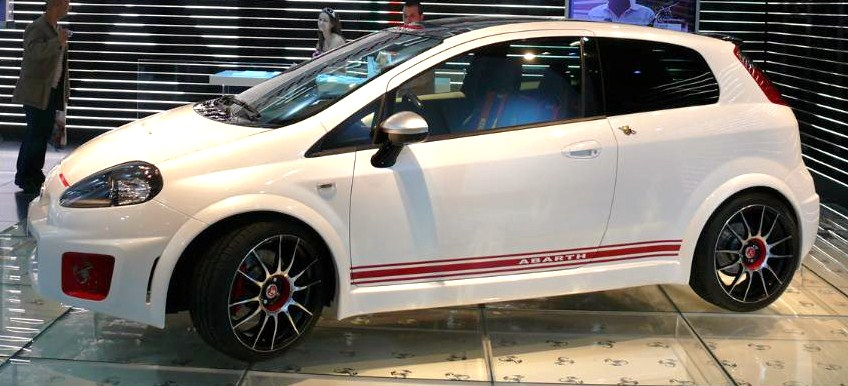
Abarth Grande Punto

A mediados del año 2011, Fiat Auto (subsidiaria argentina del fabricante italiano Fiat) comenzaría a barajar la posibilidad de renovar su propuesta de acompañamiento a la categoría Turismo Competición 2000, presentando un nuevo concepto para la categoría monomarca que patrocinaba, dando reemplazo definitivo a la Fiat Linea Competizione. El objetivo sería mantener la temática planteada por la FLC, de una categoría promocional monomarca, destinada para empresarios y aficionados del automovilismo que pretendiesen iniciarse en el  camino del automovilismo de velocidad, pero con una radical reforma al parque automotor de la categoría. Para ello, comenzaría a estudiarse la posibilidad de importar desde Italia una partida de vehículos Abarth Punto EVO, fabricados por Fiat y desarrollados por la casa Abarth, los cuales a su vez, permitirían la promoción y el ingreso por primera vez a la Argentina de la casa del "Scorpione". Finalmente, las negociaciones prosperarían, por lo que a finales de ese año se anunciaría oficialmente la creación de la Abarth Punto Competizione, presentando a esta categoría como reemplazo de la Fiat Linea Competizione.
A pesar del anuncio formalizado en 2011 y del lanzamiento del primer campeonato para comienzos de la temporada 2012, los trámites de importación de las unidades trabarían el inicio de esta temporada, por lo que se debió iniciar el campeonato con las unidades de la supuestamente reemplazada FLC. El campeonato daría inicio y en sus primeras 5 fechas comenzaría compitiendo la Fiat Linea Competizione, siendo finalmente discontinuada el día 10 de junio de 2012 en el Autódromo Parque Ciudad de General Roca. Tras este cierre y luego de volver a posponer su presentación tras la fecha que debía correrse en el Autódromo Ciudad de Oberá, la APC debutó de forma efectiva a partir del 12 de agosto de 2012, durante el transcurso de la séptima fecha de la temporada 2012 y continuando el campeonato iniciado previamente por la extinta FLC. En esa oportunidad, el primer piloto en obtener la victoria sería el porteño Pablo Melillo, mientras que el primer campeón de esta categoría, sería el exfutbolista Bruno Marioni.

### El auto

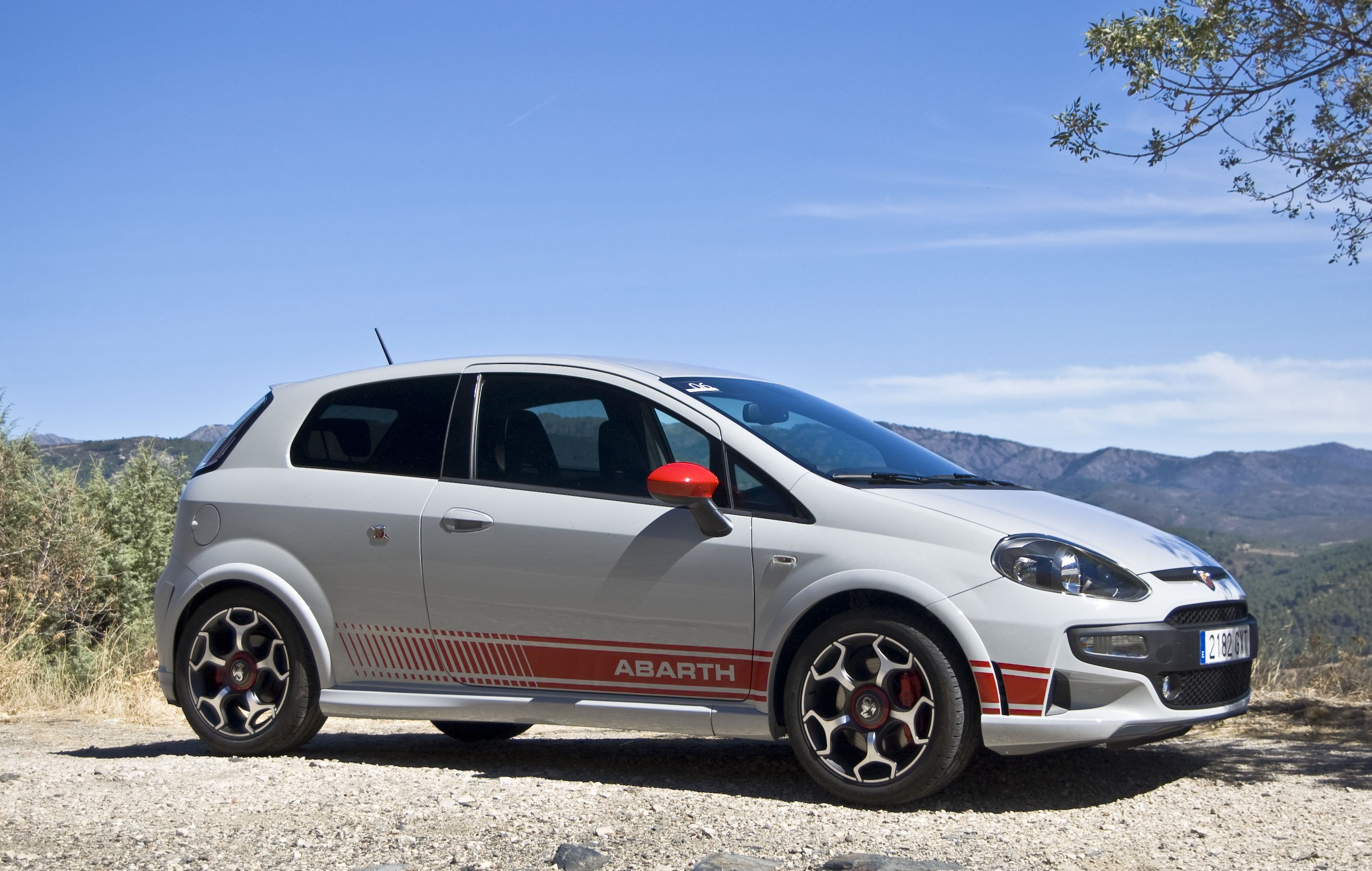
Abarth Punto Evo - Flickr - David Villarreal Fernández

Para el desarrollo del parque automotor de esta categoría, el modelo elegido fue el Abarth Punto EVO, el cual fue la evolución presentada en el año 2010 por Abarth del modelo Grande Punto. Este vehículo (al igual que su antecesor), estaba basado en la versión evolucionada del Fiat Grande Punto y que, al igual que la primera versión, presentaba desarrollos tanto en carrocería como en mecánica, aplicados por la firma Abarth.
La novedad más importante presentada para esta generación del Abarth Punto radica en la incorporación del nuevo motor T-Jet con tecnología MultiAir, un sistema electro-hidráulico para control dinámico de las válvulas de admisión, que gestiona electrónicamente y de forma directa el aire admitido en los cilindros. Asimismo, este motor (que mantenía la misma cilindrada de 1.368 cc) incorporaba de serie un turbocompresor Garret GT1446, que permitía al impulsor generar un máximo de 165 CV de potencia, los cuales se incrementaban hasta 210 CV en el caso de incorporarsele al coche el "Kit Essesse".
En cuanto a innovaciones tecnológicas, el nuevo Abarth Punto EVO incorporaba un sistema de gestión electrónica de conducción, con comando manual, el cual permitía al conductor elegir entre un estilo de conducción normal, o bien, un estilo de conducción deportiva. En esta segunda opción, el sistema activaba de forma automática el Control de Transferencia de Torque (conocido por sus siglas en inglés TTC: Torque Transfer Control) el cual permitía la gestión del par motor, para lograr una mejor tenida en curvas y terrenos poco estables. Otro sistema que actúa durante el estilo de conducción deportiva, es el sistema GSI que indicaba al conductor el momento idóneo para cambiar de marcha.
Por el lado de lo estético y respetando la filosofía de Abarth, el Punto EVO recibiría al igual que su antecesor distintos implementos aerodinámicos, como faldones laterales, paragolpes más anchos o alerón trasero, con el fin de poder brindar una mayor estabilidad al vehículo en orden de marcha. En cuanto a su sistema de seguridad, el mismo estaba compuesto por siete airbags (incluyendo como novedad, airbags para rodillas), frenos a disco en las cuatro ruedas, suspensiones independientes en las ruedas delanteras y semiindependientes en las ruedas traseras.

## Campeonatos Abarth Punto Competizione

### Campeonato 2012
- [6]

### Campeonato 2013
- [7]

### Campeonato 2014
- [8]

### Campeones y subcampeones
| Año  | Campeón           | Subcampeón           | Automóvil                     |
| ---- | ----------------- | -------------------- | ----------------------------- |
| 2012 | Bruno Marioni     | Federico Braga       | Fiat Linea - Abarth Punto EVO |
| 2013 | Hernán Llamazares | Hugo Ballester       | Abarth Punto EVO              |
| 2014 | Christian Romero  | Hugo Ballester       | Abarth Punto EVO              |
| 2015 | Hugo Ballester    | Federico Sciaccaluga | Abarth Punto EVO              |
| 2016 | Daniel Belli      | Christian Romero     | Abarth Punto EVO              |

- En el año 2017 se inició la temporada compitiendo con el parque automotor de la Abarth Punto Competizione. Sin embargo, el 1º de octubre de ese año, se tomó la decisión de reemplazar esta categoría y su parque automotor, por los Fiat Tipo II de la nueva Fiat Competizione.